# Michela Gisotti
Michaela Gisotti (...) è una costumista italiana.
Alternativamente chiamata Michaela Gisotti o Michaela Gisotti-Natalucci  o Michaela Gisotti Natalucci.

## Biografia
Michaela Gisotti è una costumista di fama internazionale. Ha lavorato per numerosi film cinematografici anche ad Hollywood.

## Filmografia

### Cinema
- Un'ombra nell'ombra, regia di Pier Carpi (1979)
- Cenerentola '80, regia di Roberto Malenotti (1984)
- Murderock - Uccide a passo di danza, regia di Lucio Fulci (1984)
- Energia pulita (Choke Canyon), regia di Charles Bail (1986)
- Missione eroica - I pompieri 2, regia di Giorgio Capitani (1987)
- Ciao ma'..., regia di Giandomenico Curi (1988)
- Meridian, regia di Charles Band (1990)
- Il pozzo e il pendolo (The Pit and the Pendulum), regia di Stuart Gordon (1991)
- Anni ribelli, regia di Rosalía Polizzi (1994)
- Riconciliati, regia di Rosalia Polizzi (2001)

### Televisione
- Conan - serie TV, episodi 1x01-1x02-1x03 (1997)